# Kroatien i Junior Eurovision Song Contest
Kroatien debuterade i Junior Eurovision Song Contest 2003 och har till och med 2014 deltagit 5 gånger. Landet vann den första upplagan av tävlingen. Mellan 2007 och 2024 deltog inte Kroatien i tävlingen med undantag för 2014 där man slutade på sista plats. Kroatien bekräftade i april 2025 att man återvänder till tävlingen.

## Deltagare
| År                               | Artist         | Sång                   | Nr | Poäng |
| 2003                             | Dino Jelusić   | Ti si moja prva ljubav | 1  | 134   |
| 2004                             | Nika Turković  | Hej mali               | 3  | 126   |
| 2005                             | Lorena Jelusić | Rock Baby              | 12 | 36    |
| 2006                             | Mateo Ðido     | Lea                    | 10 | 50    |
| Deltog inte mellan 2007 och 2013 |                |                        |    |       |
| 2014                             | Josie          | Game Over              | 16 | 13    |
| Deltog inte mellan 2015 och 2024 |                |                        |    |       |
| 2025                             | Marino Vrgoč   |                        |    |       |